# اختلاف مركز مدار

مدارات كبلر الناقصية (الإهليلجية)، والزائدية والمكافئية:
ناقصي (اختلاف المركز = 0.7)
مكافئي (اختلاف المركز = 1)
زائدي (اختلاف المرك = 1.3)

مدار إهليلجي حسب اختلاف مركزه
0•
0.2•
0.4•
0.6•
0.8

في الديناميكا الفلكية، اختلاف مركز مدار أو لامركزية مدار أو الاختلاف المركزي أو لاتمركز مدار جرم فلكي هو مَعْلَمَة لابعدية تحدد مقدار انحراف مداره حول جرم آخر عن الدائرة المثالية. القيمة 0 هي مدار دائري، والقيم بين 0 و1 تشكل مدارًا إهليلجيًا، والقيمة 1 هي مدار إفلات مكافئ (أو مدار التقاط)، والقيمة الأكبر من 1 هي قطع زائد. يشتق المصطلح اسمه من معلمات القطوع المخروطية، حيث أن كل مدار كبلر هو قطع مخروطي. يستخدم عادةً في مسألة الجسمين المعزولين، ولكن توجد امتدادات للأجرام التي تتبع مدارًا ورديًا [الإنجليزية] عبر المجرة.

## التعريف
في مسألة الجسمين بقوة قانون التربيع العكسي، يكون كل مدار مدارًا كبلريًا. واختلاف مركز مدار كبلر هذا هو رقم غير سالب يحدد شكله.
وقد يأخذ اختلاف المركز القيم التالية:
- مدار دائري: e = 0
- مدار ناقصي (إهليلجي): 0 < e < 1
- مسار مكافئي: e = 1
- مسار زائدي: e > 1

يُعطى اختلاف المركز e بـ:
{\displaystyle e={\sqrt {1+{\frac {\ 2\ E\ L^{2}\ }{\ m_{\text{rdc}}\ \alpha ^{2}\ }}}}}
حيث E هي الطاقة المدارية الكلية, وL هو الزخم الزاوي, وmrdc هي الكتلة المُخفَّضة, و{\displaystyle \alpha } هو معامل قانون التربيع العكسي للقوة المركزية كما هو الحال في نظرية الثقالة أو الكهرسكونيات في الفيزياء التقليدية: {\displaystyle F={\frac {\alpha }{r^{2}}}} ({\displaystyle \alpha } سالب بالنسبة للقوة الجاذبة، وموجب بالنسبة للقوة الطاردة؛ وهو مرتبط بمسألة كبلر)
أو في حالة قوة التثاقل: {\displaystyle e={\sqrt {1+{\frac {2\varepsilon h^{2}}{\mu ^{2}}}}}}
حيث ε هي الطاقة المدارية النوعية [الإنجليزية] (الطاقة الكلية مقسومة على الكتلة المخفضة)، وμ هي معامل الجاذبية القياسي القائم على الكتلة الكلية، وh هو الزخم الزاوي النسبي النوعي [الإنجليزية] (الزخم الزاوي مقسومًا على الكتلة المخفضة).
بالنسبة لقيم e من 0 إلى أقل بقليل من 1، يكون شكل المدار عن قطع ناقص متطاول بشكل متزايد (أو أكثر تفلطحًا)؛ بالنسبة لقيم e أكبر بقليل من 1 إلى ما لا نهاية، يكون المدار أحد فرعي القطع الزائد يصنع دورة إجمالية قدرها   2 arccsc(e)، تتناقص من 180 إلى 0 درجة. هنا، تكون الدورة الإجمالية مماثلة عدد الدورانات [الإنجليزية]، ولكن بالنسبة للمنحنيات المفتوحة (زاوية مغطاة بمتجه السرعة). الحالة الحدية بين القطع الناقص والقطع الزائد، عندما تساوي e واحدًا، هي القطع المكافئ.
تُصنَّف المسارات الشعاعية على أنها ناقصية أو مكافئية أو زائدية بناءً على طاقة المدار وليس اختلاف المركز. المدارات الشعاعية لها زخم زاوي يساوي صفرًا وبالتالي فإن اختلاف المركز يساوي واحدًا. مع الحفاظ على ثبات الطاقة وتقليل الزخم الزاوي، تؤول المدارات الإهليلجية والمكافئية والزائدية إلى النوع المقابل من المسار الشعاعي بينما تؤول e إلى 1 (أو في حالة المكافئي، تبقى 1).
بالنسبة للقوة الطاردة، لا ينطبق إلا المسار الزائدي، بما في ذلك النسخة الشعاعية.
بالنسبة للمدارات الإهليلجية، يُظهر إثبات بسيط أن {\displaystyle \arcsin(e)} يعطي زاوية إسقاط دائرة مثالية على قطع ناقص ذي اختلاف مركزه e. على سبيل المثال، لمشاهدة اختلاف مركز مدار كوكب عطارد (e = 0.2056)، يجب ببساطة حساب قوس الجيب لإيجاد زاوية إسقاط مقدارها 11.86 درجة. بعد ذلك، عند إمالة أي جرم دائري بهذه الزاوية، سيكون القطع الناقص الظاهر لهذا الجسم المُسقَط على عين المشاهد له نفس اختلاف المركز.

## اقرأ أيضًا
- معادلة التوقيت

### معلومات الكتب الكاملة
- Bate، Roger R.؛ Mueller، Donald D.؛ White، Jerry E.؛ Saylor، William W. (2020). Fundamentals of Astrodynamics. Courier Dover. ISBN:978-0-486-49704-4. مؤرشف من الأصل في 2022-06-28. اطلع عليه بتاريخ 2022-03-04.